# Kościół św. Krzyża w Polepiu

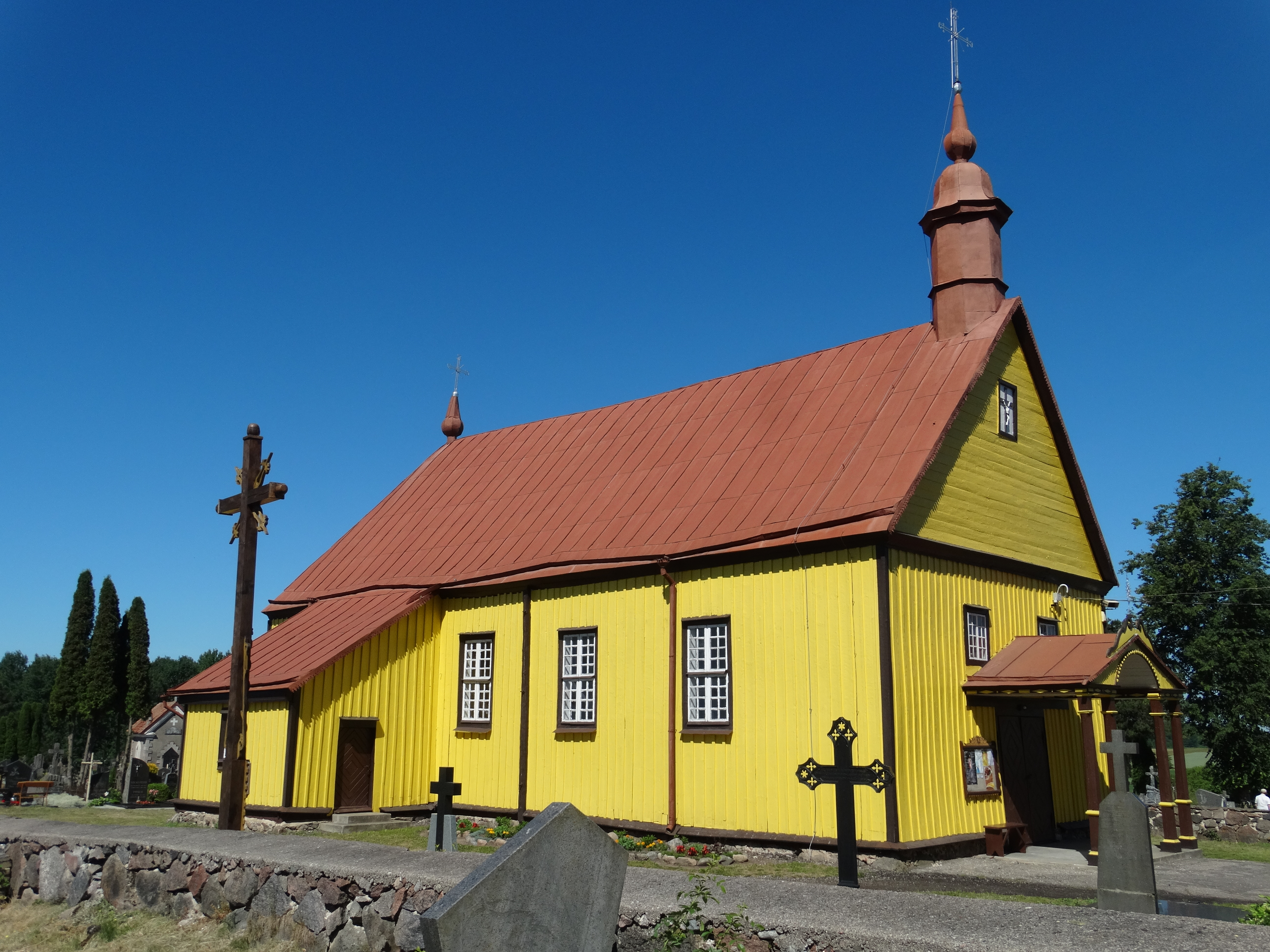
Kościół (2018)

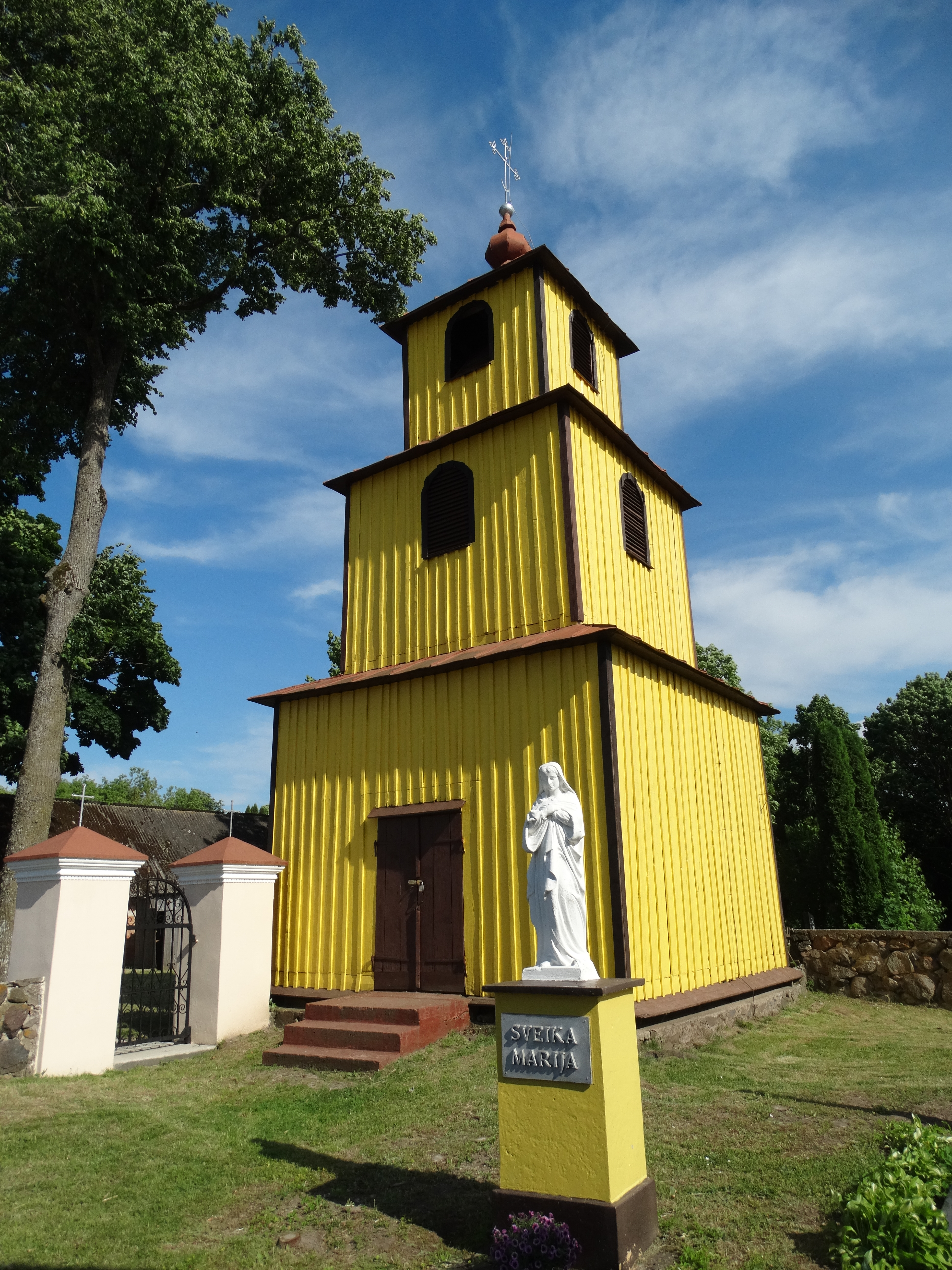
Dzwonnica (2018)

Kościół św. Krzyża w Polepiu – katolicki kościół w Polepiu (Litwa).

## Historia
Drewniany kościół zbudowano w 1750. Przebudowany został w 1840.

## Architektura
Kościół w Polepiu jest jednonawowy, zbudowany na planie prostokąta. Budynek ma prezbiterium zamknięte pięciobocznie i dwie małe zakrystie po bokach głównego korpusu.
Wejście do kościoła prowadzi przez portyk z czterema kolumnami. Na dachu znajduje się sygnaturka.

## Otoczenie
Przy kościele znajduje się wolnostojąca dzwonnica z drewna o trzech kondygnacjach.